# EUFOR
EUFOR (European Force) je mednarodna vojaška sila, ki je podrejena Evropskemu svetu, ki ga večinoma sestavljajo države članice Evropske unije, evropske države in nekatere članice Nata.

## Zgodovina
EUFOR deluje na principu mirovnih operacij, tako da nima ustaljene sestave, ampak se vzpostavi za vsako misijo posebej.
EUFOR je vzpostavil naslednje misije:
- Concordia (EUFOR mission in former Yugoslav Republic of Macedonia)
- Artemis (EUFOR mission in Demokratic Republic Congo)
- Althea (EUFOR mission in Bosnia and Herzegovina)
- EUFOR RD Congo